# Пташкино
Пта́шкино (до 1948 года Джелькеджи́-Эли́; укр. Пташкине, крымскотат. Cılqıcı Eli, Джылкъыджы Эли) — село, расположенное на территории Ленинского района Республики Крым в составе Марьевского сельского поселения (согласно административно-территориальному делению Украины — Марьевского сельсовета Автономной Республики Крым).

## Население
| 2001 | 2014 |
| ---- | ---- |
| 57   | ↘23  |

Всеукраинская перепись 2001 года показала следующее распределение по носителям языка
| Язык             | Процент |
| ---------------- | ------- |
| русский          | 45.61   |
| крымскотатарский | 31.58   |
| украинский       | 21.05   |
| молдавский       | 1.75    |

### Динамика численности
- 1904 год — 16 чел.[10]
- 1915 год — 0/100 чел.[11][12]
- 1918 год — 50 чел.[10]
- 1926 год — 135 чел.[13]
- 1940 год — 200 чел.[10]

| - 1989 год — 89 чел. - 2001 год — 57 чел. - 2009 год — 36 чел. - 2014 год — 23 чел. |

## Современное состояние
На 2017 год в Пташкино улиц и переулков не числится; на 2009 год, по данным сельсовета, село занимало площадь 17,8 гектара на которой, в 18 дворах, проживало 36 человек.

## География
Расположено в юго-восточной части района и Керченского полуострова, у истоков маловодной балки Шаклар, высота центра села над уровнем моря — 51 м
Находится примерно в 48 километрах (по шоссе) на юго-восток от районного центра Ленино, ближайшая железнодорожная станция — Пресноводная (на линии Джанкой — Керчь) — около 34 километров. Транспортное сообщение осуществляется по региональной автодороге 35Н-324 от шоссе граница с Украиной — Джанкой — Феодосия — Керчь до Пташкино (по украинской классификации — С-0-10833).

## История
Селение, видимо, образовано в начале XX века, когда на этом месте, на 1500 десятинах земли поселились немецкие колонисты лютеране, назвавшие деревню Элькеджи-Эли (на верстовой карте Крыма 1896 года на месте современного Пташкино никакого селения ещё не обозначено), переняв название у опустевшей деревни Джелькеджи-Эли, находившейся на 4 км южнее. По «…Памятной книжке Таврической губернии на 1902 год» в деревне Элькедже-Эли, входившей в Сарайминское сельское общество, числилось 93 жителя, домохозяйств не имеющих, причём, определить, к «старому» или «новому» селению относятся данные, не представляется возможным.. На 1904 год, по сведениям издания «Немцы России: населенные пункты и места поселения: энциклопедический словарь», в колонии насчитывалось 16 жителей. По Статистическому справочнику Таврической губернии. Ч.II-я. Статистический очерк, выпуск пятый Феодосийский уезд, 1915 год, в деревне Элькеджи-Эли Сарайминской волости Феодосийского уезда числилось 19 дворов (все дворы с землёй) с немецким населением в количестве 100 человек только «посторонних» жителей, из которых 54 мужчины и 46 женщин. Жители владели 3653 десятинами удобной земли. В хозяйствах имелось 151 лошадь, 212 волов, 102 коровы и 338 голов овец, свиней, или коз. На 1918 год насчитывалось 50 жителей.
После установления в Крыму Советской власти, по постановлению Крымревкома, 25 декабря 1920 года из Феодосийского уезда был выделен Керченский (степной) уезд, а, постановлением ревкома № 206 «Об изменении административных границ» от 8 января 1921 года была упразднена волостная система и в составе Керченского уезда был создан Керченский район в который вошло село (в 1922 году уезды получили название округов. 11 октября 1923 года, согласно постановлению ВЦИК, в административное деление Крымской АССР были внесены изменения, в результате которых округа были отменены и основной административной единицей стал Керченский район в который вошло село, в который включили село. Согласно Списку населённых пунктов Крымской АССР по Всесоюзной переписи 17 декабря 1926 года, в селе Элькеджи-Эли, Марьевского сельсовета Керченского района, числилось 28 дворов, из них 26 крестьянских, население составляло 135 человек (71 мужчина и 64 женщины). В национальном отношении учтено: 113 немцев, 20 украинцев, 1 русский, 1 грек, действовала немецкая школа. Постановлением ВЦИК «О реорганизации сети районов Крымской АССР» от 30 октября 1930 года (по другим сведениям 15 сентября 1931 года) Керченский район упразднили и село включили в состав Ленинского, а, с образованием в 1935 году Маяк-Салынского района (переименованного 14 декабря 1944 года в Приморский) — в состав нового района. В 1940 году насчитывалось 200 жителей. На подробной карте РККА Керченского полуострова 1941 года в колхозе Нойес Лебен, или Дженишель обозначено 19 дворов. Вскоре после начала Великой Отечественной войны, 18 августа 1941 года крымские немцы были выселены, сначала в Ставропольский край, а затем в Сибирь и северный Казахстан.

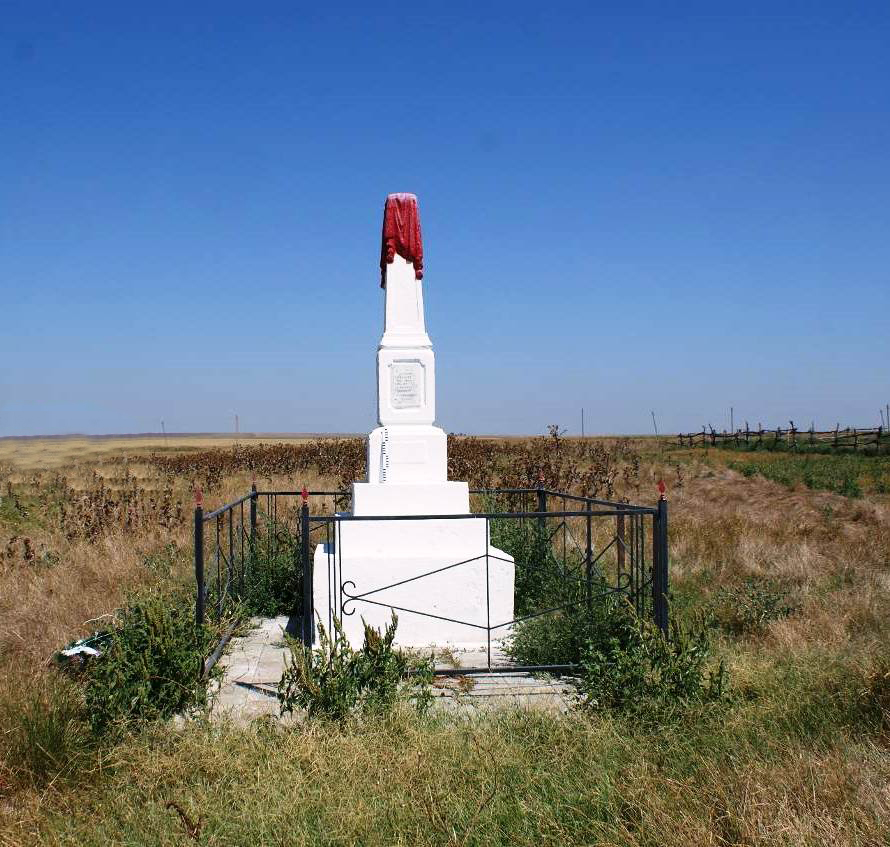
Братская могила советских воинов в селе

Во время Великой Отечественной войны в 1941—1944 году в районе села происходили бои с фашистскими захватчиками. Погибшие в этих боях в 1944 году были захоронены в находящейся в селе братской могиле, на которой был установлен памятник. Постановлением Совета министров Республики Крым № 627 от 20 декабря 2016 года отнесённый к категории объектов культурного наследия России. В годы войны 3 жителяя Элькеджи-Эли пали в боях с захватчиками — об этом извещает надпись на памятном знаке в честь погибших воинов-односельчан, установленном в центре сельского поселения Марьевке.
В 1944 году, после освобождения Крыма от фашистов, 12 августа 1944 года было принято постановление № ГОКО-6372с «О переселении колхозников в районы Крыма» и в сентябре того же года в район приехали первые новоселы 204 семьи из Тамбовской области, а в начале 1950-х годов последовала вторая волна переселенцев из различных областей Украины. С 25 июня 1946 года Джелькеджи-Эли в составе Крымской области РСФСР. Указом Президиума Верховного Совета РСФСР от 18 мая 1948 года, Джелькеджи-Эли переименовали в Пташкино. Село получило название в память о крымском партизане Ф. К. Пташинском, погибшем в 1942 году. 26 апреля 1954 года Крымская область была передана из состава РСФСР в состав УССР. Указом Президиума Верховного Совета УССР «Об укрупнении сельских районов Крымской области», от 30 декабря 1962 года Приморский район был упразднён и вновь село присоединили к Ленинскому. На 15 июня 1960 года Пташкино ещё в составе Марьевкского сельсовета, на 1968 год уже входила в Марфовский, к 1974 году совет был восстановлен Марьевский сельский в который перешло село. По данным переписи 1989 года в селе проживало 89 человек. С 12 февраля 1991 года село в восстановленной Крымской АССР, 26 февраля 1992 года переименованной в Автономную Республику Крым. С 21 марта 2014 года в составе Крыма аннексировано Россией.